# Чёрная Немка
Чёрная Немка — речка в Хиславичском и Шумячском районах Смоленской области, левый приток Немки. Длина 11 километров.
Начинается возле деревни Петуховщина Хиславичского района Смоленской области. Течёт на запад, потом на юг через деревни Высокая Буда, Малое Шкундино, Большое Шкундино, Петровичи.
В Чёрную Немку впадают только несколько безымянных ручьёв.